# Oritoniscus bonadonai
Oritoniscus bonadonai är en kräftdjursart som beskrevs av Albert Vandel1948. Oritoniscus bonadonai ingår i släktet Oritoniscus och familjen Trichoniscidae. Inga underarter finns listade i Catalogue of Life.